# Vézeronce-Curtin
Vézeronce-Curtin je francouzská obec v departementu Isère, v regionu Auvergne-Rhône-Alpes.
Je bývalým členem společenství obcí Pays des Couleurs. Dne 1. ledna 2017 se obec připojila ke společenství obcí Les Balcons du Dauphiné, jehož území zaujímá severní cíp departementu Isère. Jeho obyvatelé se nazývají Vézerontinové. 

## Historie
Dne 25. června 524 v těchto místech došlo k bitvě u Vézeronce, v niž se střetly vojska Chlodomera a jeho bratrů, synů Chlodvíka I. s vojsky Godomara III., krále Burgundů.  Chlodomer byl v bitvě zabit. Zdroje se ve výsledku bitvy neshodují, ale Burgundové zůstali pány území a jejich království bylo Franky zničeno až o deset let později, v roce 534. Tato konfrontace však zůstává důležitým datem v perspektivě jednoty země. Místní název (rue de l'An-524) tuto událost připomíná.
V obci se slaví takzvaná „milínská“ pouť do Curtinu. Tato pouť má středověký původ. Legenda říká, že tři křižáci, kteří odešli na křížové výpravy, se ocitli v bouři a přísahali, že pokud ji přežijí, zahájí pouť v první neděli v září podle tehdejšího juliánského kalendáře na počest Panny Marie. V curtinském kostele je uctívána Panna Marie z konce 15. století.

## Současnost
V roce 1870 byla nalezena velmi dobře zachovalá byzantská ceremoniální přilba typu Baldenheim , známá jako Přilba z Vézeronce. V současné době je ve vlastnictví města Grenoble a pokud není propůjčena na výstavách po Evropě, je umístěna v Musée de l'Ancien Évêché v Grenoblu.